# Margaret Harkett
Margaret Harkett , död 1585 i London, var en engelsk kvinna som avrättades för häxeri. 
En pamflett utgavs om hennes fall i hennes samtid, The Several Facts of Witchcraft approved and laid to the charge of Margaret Harkett (1585).